# Ribarska Banja
Ribarska Banja (izvirno srbsko Рибарска Бања) je naselje v Srbiji, ki upravno spada pod Občino Kruševac; slednja pa je del Rasinskega upravnega okraja.

## Demografija
V naselju živi 221 polnoletnih prebivalcev, pri čemer je njihova povprečna starost 42,5 let (41,8 pri moških in 43,2 pri ženskah). Naselje ima 105 gospodinjstev, pri čemer je povprečno število članov na gospodinjstvo 2,64.
To naselje je, glede na rezultate popisa iz leta 2002, večinoma srbsko, a v času zadnjih 3 popisov je opazen porast števila prebivalcev.
|  |

| Demografija | Demografija     | Demografija     |
| Leto        | Št. prebivalcev | Št. prebivalcev |
| ----------- | --------------- | --------------- |
|             |                 |                 |
|             |                 |                 |
|             |                 |                 |
|             |                 |                 |
| 1948        | 115             |                 |
| 1953        | 94              |                 |
| 1961        | 94              |                 |
| 1971        | 238             |                 |
| 1981        | 242             |                 |
| 1991        | 245             | 240             |
| 2002        | 279             | 277             |
|             |                 |                 |

| Etnična sestava po popisu iz leta 2002 | Etnična sestava po popisu iz leta 2002 | Etnična sestava po popisu iz leta 2002 | Etnična sestava po popisu iz leta 2002 | Etnična sestava po popisu iz leta 2002 |
| -------------------------------------- | -------------------------------------- | -------------------------------------- | -------------------------------------- | -------------------------------------- |
| Srbi                                   | Srbi                                   |                                        | 272                                    | 98,19%                                 |
| Jugoslovani                            | Jugoslovani                            |                                        | 3                                      | 1,08%                                  |
| Muslimani                              | Muslimani                              |                                        | 1                                      | 0,36%                                  |
| Makedonci                              | Makedonci                              |                                        | 1                                      | 0,36%                                  |
| Neznano                                | Neznano                                |                                        | 0                                      | 0,0%                                   |